# Walter Tresch
Walter Tresch, né le 4 avril 1948 à Bristen (commune de Silenen), est un ancien skieur alpin suisse.

## Palmarès

### Jeux olympiques d'hiver
| Épreuve / Édition | Descente | Slalom géant | Slalom |
| JO 1972 Sapporo   | 6e       | 14e          | 13e    |
| JO 1976 Innsbruck | 7e       | Abandon      | 4e     |

### Championnats du monde
| Épreuve / Édition          | Descente    | Slalom géant | Slalom | Combiné     |
| JO 1972 Sapporo            | 6e          | 14e          | 13e    | Argent      |
| Mondiaux 1974 Saint-Moritz | Non-partant | 19e          | 5e     | Non-partant |
| JO 1976 Innsbruck          | 7e          | Abandon      | 4e     | Abandon     |

### Coupe du monde
- Meilleur résultat au classement général : 5e en 1976
  - Vainqueur de la coupe du monde de combiné en 1976
  - 4 victoires : 1 descente et 3 combinés
  - 14 podiums

#### Saison par saison
- Coupe du monde 1970 :
  - Classement général : 30e
- Coupe du monde 1971 :
  - Classement général : 13e
    - 1 victoire en descente : Saint-Moritz
- Coupe du monde 1972 :
  - Classement général : 13e
- Coupe du monde 1973 :
  - Classement général : 14e
- Coupe du monde 1974 :
  - Classement général : 20e
- Coupe du monde 1975 :
  - Classement général : 14e
- Coupe du monde 1976 :
  - Classement général : 5e
    - Vainqueur de la coupe du monde de combiné
    - 2 victoires en combiné : Wengen I/Garmisch (Arlberg-Kandahar) et Kitzbühel
- Coupe du monde 1977 :
  - Classement général : 13e
    - 1 victoire en combiné : Wengen

### Arlberg-Kandahar
- Vainqueur du Kandahar 1976 à Wengen/Garmisch